# Юманлыхи
Юма́нлыхи (чув. Юманлӑх) — село в Аликовском муниципальном округе Чувашской Республики. Входило в состав Ефремкасинского сельского поселения до его упразднения в 2022 году.

## Общие сведения о селении
Улицы: Шоссейная, Буденного и Липовая. В настоящее время деревня в основном газифицирована.

### География
Юманлыхи расположена юго-восточнее административного центра Аликовского района на 6 км. Рядом с деревней проходит автотрасса Чебоксары— Калинино—Аликово.

### Климат
Климат умеренно континентальный с продолжительной холодной зимой и тёплым летом. Средняя температура января −12,9 °C, июля 18,3 °C, абсолютный минимум достигал −44 °C, абсолютный максимум 39,9 °C. За год в среднем выпадает до 552 мм осадков.

### Демография
Население — 194 человека (2006 г.), из них большинство женщины.

## Название
Согласно наиболее лингвистически обоснованной этимологии, слово Юманлыхи означает «дубрава».

## История
До 1927 года деревня входила в Аликовскую волость Ядринского уезда.
1 ноября 1927 года — в составе Аликовского района, после 20 декабря 1962 года — в Вурнарском районе. С 14 марта 1965 года снова в Аликовском районе.

## Связь и средства массовой информации
- Связь: «Ростелеком», Би Лайн, МТС, Мегафон,Теле2. Развит интернет ADSL технологии.
- Газеты и журналы: Аликовская районная газета «Пурнăç çулĕпе»-«По жизненному пути» Языки публикаций: Чувашский, Русский.

- Телевидение:Население использует эфирное и спутниковое телевидение. Эфирное телевидение позволяет принимать национальный канал на чувашском и русском языках.

## Люди, связанные с Юманлыхи
- Димитриев, Петр Димитриевич — заслуженный учитель Чувашской республики.
- Ильина, Екатерина Семеновна — заслуженная учительница Чувашской республики.
- Волкова, Роза Алексеевна — заслуженная учительница Чувашской республики.
- Фёдоров, Вениамин Фёдорович — заслуженный механизатор Чувашской республики.